# 成山町
成山町（なりやままち）は、福島県郡山市に所在する町丁である。郵便番号は963-0106。

## 地理
郡山市南部の行政区である安積町に属する。北で安積荒井、安積町笹川（飛地）、東で安積、南で安積町長久保、西で安積町笹川(飛地）、北西で安積町荒井とそれぞれ隣接する。安積第一、第二土地区画整理事業が実施された区域のうち、概ね一級水系阿武隈川水系笹原川以南、一級市道27号笹川多田野線および一級市道26号安積成山線以西、市道安積一丁目長久保一丁目線以北のあたりを範囲とする。中央部に所在する成山公園（成山城址）を中心に住宅街が広がり、学校施設が立地する。笹川二丁目に所在する郡山警察署笹川交番、および安積二丁目に所在する郡山消防署安積分署がそれぞれ管轄にあたる。

### 河川・湖沼
一級水系阿武隈川水系
- 笹原川

## 世帯数と人口
2024年1月1日現在の世帯数と人口は以下の通りである。
| 大字   | 世帯数  | 人口  |
| ------ | ------- | ----- |
| 成山町 | 287世帯 | 658人 |

## 小・中学校の学区
市立小・中学校に通う場合、学区は以下の通りとなる。
| 番地 | 小学校                 | 中学校             |
| ---- | ---------------------- | ------------------ |
| 全域 | 郡山市立安積第一小学校 | 郡山市立安積中学校 |

## 交通

### 道路
- 一級市道26号安積成山線
- 一級市道27号笹川多田野線（郡山南インター線）
  - 新栄橋

## 施設等
- 郡山市立安積中学校
- 安積町つつみ幼稚園
- 成山公園
  - 成山城址